# Tragic Cause
Tragic Cause ist eine seit 2009 bestehende Thrash-Metal-Band aus Hamburg.

## Geschichte
Tragic Cause wurde im November 2009 von Gitarrist und Sänger Alex Hoffmann und Schlagzeuger Hanjo Schwarz während eines Toxic-Holocaust-Konzertes in Hamburg ins Leben gerufen. Nach einigen Monaten veröffentlichte die Band im Dezember 2010 eine Promo-CD, Planet Thrash. Anfang Januar 2010 wurde das Line Up durch Bassist Sandro Kuttimalai komplettiert. Der erste Liveauftritt fand am 30. Januar 2010 in Hamburg statt. Die Band wurde 2011 beim Independentlabel Human to Dust Records unter Vertrag genommen.
2011 erschien das Debütalbum To Reign Supreme, das die Band zusammen mit Produzent Marc Wüstenhagen im Daily Hero Studio in Berlin aufnahm. Nach Veröffentlichung folgten Support-Touren für Bands wie Sepultura, Disbelief und Tom Angelripper. In der Presse erhielt die Band gute, aber auch schlechte Kritiken für das Album, so vergab Bruder Cle vom Rock Hard 8,0 Punkte. Dagegen bezeichnete Björn Backes vom Onlinemagazin Powermetal.de das Album als „bestenfalls Durchschnitt und für ein Newcomer-Werk schon viel zu routiniert und reizarm“.
Nach der Insolvenz des deutschen Twilight-Vertriebs wechselte die Band Anfang 2012 zu TWS/SOD. Im September 2012 erschien dort ihr Album Dead Man Walking. Gründungsmitglied Alex Hoffmann verließ Anfang 2013 aus beruflichen Gründen die Band. Nach diversen Lineupwechseln und einigen Gigs im Jahr 2013 wurde es ruhig um die Band.
Für 2017 ist ein neues Studioalbum angekündigt.

## Stil
Tragic Cause orientieren ihren Musikstil an Thrash-Metal-Bands wie Machine Head, Pantera und Sepultura. Wie ihre Vorbilder übernahmen sie daher Einflüsse aus dem Hardcore Punk und Death Metal. Der Sound erinnert daher an den Crossover der frühen 1990er.

## Diskografie
- 2010: Planet Thrash (Demo)
- 2011: To Reign Supreme (Human to Dust Records)
- 2012: Dead Man Walking (Human to Dust Records)